# Xanthopimpla barak
Xanthopimpla barak är en stekelart som beskrevs av Ian D. Gauld 1984. Xanthopimpla barak ingår i släktet Xanthopimpla och familjen brokparasitsteklar. Inga underarter finns listade i Catalogue of Life.